# Special Assault Team
 (décembre 2016).
Le Special Assault Team (特殊急襲部隊) est l'unité antiterroriste de la police japonaise. 

## Description
Le SAT (特殊 急襲 部隊 Tokushu Kyūshū Butai) est au Japon ce que le RAID est à la France : une force de l'ordre qui peut réaliser des actes anti-terroristes. Ils sont établis dans certaines préfectures sous la supervision de l'Agence nationale de police. Le SAT est mandaté, en collaboration avec la Brigade anti-armes à feu et la Brigade antiterroriste de la NBC, pour les missions de lutte antiterroriste et les incidents impliquant des armes à feu ou des criminels qui exigent une intervention armée au-delà des capacités de l'application de la loi locale au Japon. La plupart des informations sur l'unité ont été confidentielles, son existence n'a été officiellement révélée qu'en 1996.
Actuellement[Quand ?], le SAT est officiellement connu en japonais en tant qu'unité spéciale (特殊 部隊 Tokushu Butai) et les équipes individuelles prennent officiellement le nom des services de police métropolitains ou préfectoraux auxquels ils sont assignés. Un exemple serait l'unité spéciale du Département de police métropolitaine de Tokyo (警 視 庁 特殊 部隊 Keishicho Tokushu Butai, Unité spéciale du Département de police métropolitaine) pour le SAT assigné à la région métropolitaine de Tokyo.
L'équivalent militaire du SAT est le Groupe des forces spéciales de la force terrestre d'autodéfense japonaise (Japan Ground Self-Defense Force).

## Histoire

### Établissement du SAT
L'origine de l'équipe d'assaut spécial remonte au 28 septembre 1977, lorsque Tokyo et Osaka ont commencé à former des unités spéciales de la police armée (SAP) en tant que réponse armée aux incidents criminels impliquant des armes à feu, surtout après l'Incident de Dhaka (vol Japan Airlines Flight 472). Dans l'incident, ils ont tué par balles deux employés et deux policiers. C'était le premier incident de tir au Japon impliquant des policiers armés. Les unités SAP ont été déployées à l'étranger pour aider à l'évacuation des ressortissants japonais lorsque la guerre du Golfe a eu lieu en 1991. En 1992, le SAP a été envoyé à Machida. En 1995, des unités SAP ont été envoyées à la Préfecture de Yamanashi, afin de signifier un mandat de perquisition à l'Aum Shinrikyō soupçonné de l'attentat au gaz sarin dans le métro de Tokyo.
Le 21 juin 1995, le vol 857 de la compagnie All Nippon Airways a été détourné à l'aéroport de Hakodate à Hokkaidō par un dénommé Fumio Kutsumi (九津見 文雄). Cet incident a marqué la première Force aérienne d'autodéfense japonaise car elle a collaboré avec le SAP en fournissant des Kawasaki C-1 comme moyen de transport de l'aéroport de Haneda. L'avion fut pris d'assaut par des officiers de la SAP, le preneur d'otage fut interpellé et maîtrisé avec l'aide de la police anti-émeute d’ Hokkaido. La tentative de détournement a marqué la nécessité d'une équipe spécialisée dans la lutte contre le terrorisme qui opérerait sous les auspices de l'agence nationale de police du Japon.

### Histoire opérationnelle
(juin 2023).
Le contenu est difficilement compréhensible vu les erreurs de traduction, qui sont peut-être dues à l'utilisation d'un logiciel de traduction automatique.
En avril 2007, une fusillade aveugle s'est produite dans la ville de Machida, à Tokyo.  La police a dépêché le SAT pour lancer des grenades éclair dans la maison et a fait irruption dans celle-ci et a maîtrisé l'homme.
En mai de la même année, une fusillade de masse a eu lieu dans la préfecture d'Aichi.  L'homme qui a tiré a tiré sur le policier en premier.  Il est ensuite entré dans sa maison et a tiré à nouveau à partir de là.  La police a lancé le SAT et le SIT, mais alors qu'ils tentaient de sauver l'officier, l'homme a tiré quatre coups de feu sur les agents du SAT.  L'un d'eux a frappé un agent de la SAT et a tué l'homme.
En 2016, un homme armé d'un fusil de chasse a tiré sur son propre chien et s'est barricadé chez lui.  Le SAT de la police préfectorale de Fukuoka et l'unité de contre-mesures des armes à feu ont été dépêchés.